# Cratyna montuosa
Cratyna montuosa är en tvåvingeart som beskrevs av Mohrig, Roschmann och Björn Rulik 1999. Cratyna montuosa ingår i släktet Cratyna och familjen sorgmyggor.
Artens utbredningsområde är Nepal. Inga underarter finns listade i Catalogue of Life.